# Jerzy Haber
Jerzy Haber (ur. 7 maja 1930 w Krakowie, zm. 1 stycznia 2010 tamże) – polski fizykochemik.

## Życiorys
W 1951 ukończył studia chemiczne na Wydziale Matematyczno-Fizyczno-Chemicznym Uniwersytetu Jagiellońskiego. Po studiach podjął pracę asystenta na Wydziale Metalurgicznym Akademii Górniczo-Hutniczej w Krakowie. Równocześnie pracował w grupie kierowanej przez prof. Bielańskiego na Wydziale Ceramicznym AGH, prowadząc badania nad własnościami fizykochemicznymi tlenków metali przejściowych. W 1956 obronił pracę doktorską Związek pomiędzy przewodnictwem elektrycznym pracującego katalizatora, a jego aktywnością katalityczną. Od 1968 roku do śmierci był profesorem w Instytucie Katalizy i Fizykochemii Powierzchni PAN w Krakowie. Od 1973 był członkiem PAN (1973 członek korespondent, 1983 członek rzeczywisty, 1984–1986 i od 1990 członek Prezydium), od 1989 również PAU. Był przewodniczącym Komisji Katalizy Międzynarodowej Unii Chemii Czystej i Stosowanej (IUPAC).
Prowadził badania głównie w dziedzinie katalizy heterogenicznej oraz fizykochemii ciała stałego. Zajmował się również termodynamiką adsorpcji w zeolitach i mechanizmem działania środków powierzchniowo czynnych.
Autor około 300 prac naukowych. Odznaczony Krzyżem Oficerskim Orderu Odrodzenia Polski, Złotym Krzyżem Zasługi, Medalem 30-lecia Polski Ludowej 27 września 2002 został doktorem honoris causa lubelskiego Uniwersytetu Marii Curie-Skłodowskiej. Pochowany został na Cmentarzu na Salwatorze.
20 stycznia 2011 roku krakowskiemu Instytutowi Katalizy i Fizykochemii Powierzchni PAN nadano jego imię.